# Xue Ju
Xue Ju est un des empereurs et le fondateur de l'éphémère état des Quin. Il est mort en 618, abattu par la maladie. L'état qu'il a créé a été détruit par la dynastie Tang. Il a un fils nommé Xue Renago.